# 程啟光
程啟光（英語：Philip Ching，1943年—）為前亞視高級節目執行主任。

## 簡介
在1961年，程啟光結識英國友人，經介紹下，在麗的電視（後在1982年由邱德根主政時期至1989年，更名為亞洲電視）委任影片運輸主管，也就是在19歲中學畢業後入職，直至1991年（林百欣主政時期至1998年止）委任節目執行主任。
2007年（查懋聲主政時期），在亞視易手後，搬遷至當時大埔總部，到了2012年（王征主政時期），獲頒為「終身榮譽員工」。他珍藏自己在亞視在不同時期印有各種台徽的名片，在接受傳媒的訪問時經常展示。
2015年4月1日，政府決定不再為亞視續牌。。
2016年4月1日，由於亞洲電視電視牌照到期，因此程啟光退任上述職務，但由於是德勤會計師事務所（亞洲電視有限公司主要清盤人）安排下，仍照常上班。